# Čita (Čitska oblast, Rusija)
Čita (ruski: Чита) je grad u Rusiji. Upravno je središte Čitske oblasti u istočnom Sibiru. Nalazi se na ušću rijeke Čite u rijeku Ingodu, 500 milja od Irkutska, na 52°03′N 113°28′E / 52.050°N 113.467°E
Povezan je na Transsibirsku željeznicu. 
Broj stanovnika: 
1885.:   5.728
1897.:  11.480
2002.: 316.643
Za ovaj grad se zna od 1653. Status grada dobiva 1851.
Poslije 1825. nekoliko Prosinčana (nom. rus. Декабристы) je izgnano u Čitu.
Od 1920. do 1922. Čita je bila glavni grad Dalekoistočne republike.